# Roman-foileton
În literatură, un foileton este un format editorial prin care o operă literară mai lungă, adesea o operă de ficțiune narativă, este publicată în fragmente secvențiale, mai mici. Episoadele sunt cunoscute, de asemenea, sub numele de numere, părți sau fascicule și pot fi tipărite fie ca publicații periodice, fie incluse în paginile unei publicații periodice (revistă sau ziar).

## Istoria timpurie
Dezvoltarea tiparnițelor în secolul al XVII-lea a determinat publicarea unor narațiuni episodice și adesea fără legătură unele cu altele precum romanele L'Astrée și Le Grand Cyrus. În acea vreme, cărțile erau articole destul de scumpe, astfel că, pentru a reduce prețul și a-și extinde piața, editorii au tipărit operele literare mai mari în broșuri cu costuri mai mici numite fascicule.

## Secolul al XIX-lea și începutul secolului al XX-lea
Ficțiunea serializată a crescut în popularitate în Epoca victoriană din Marea Britanie, datorită combinației între creșterea alfabetizării, progreselor tehnologice în domeniul tipăririi și dezvoltării rețelelor de distribuție.:34 Multe romane victoriene au apărut pentru prima dată în publicații lunare sau săptămânale.:13 Se consideră că succesul romanului The Pickwick Papers al lui Charles Dickens, publicat pentru prima dată în 1836, a stabilit viabilitatea literaturii serializate în publicațiile periodice. În acea perioadă, diferența între literatura „de calitate” și literatura „comercială” nu era clară.:31 Printre alți scriitori care au scris literatură serializată pentru reviste populare au fost Wilkie Collins, creatorul romanului polițist The Moonstone (1868) și Sir Arthur Conan Doyle, care a creat povestirile cu Sherlock Holmes pentru a fi serializate în revista Strand Magazine.
În timp ce publicațiile americane au publicat la început doar scriitori britanici, ele au atras de-a lungul timpului o bază în creștere de autori autohtoni. Creșterea tirajului unor reviste precum Harper's și Atlantic Monthly a avut loc în paralel cu creșterea talentului literar american. Revistele i-au promovat pe scriitori, cărora le-au oferit mijloace de subzistență, în timp ce scriitorii au contribuit la creșterea tirajului publicațiilor. În secolul al XIX-lea, cei mai valoroși scriitori americani și-au publicat lucrările pentru prima dată în foileton și abia apoi în volum.:51 După cum scria într-un articol din Scribner's Monthly publicat în 1878, „Romancierii de rangul doi sau trei care nu reușesc să fie publicați într-o revistă sunt obligați acum să publice în volum, iar cei mai buni romancieri apar întotdeauna mai întâi în revistă.”:52 Printre scriitorii americani care și-au publicat lucrările în foileton au fost Henry James și Herman Melville. Serializarea le aducea scriitorilor un public numeros, ceea ce contribuia la creșterea vânzărilor volumelor tipărite. Una dintre primele opere literare semnificative americane care a apărut sub formă de foileton este Coliba unchiului Tom de Harriet Beecher Stowe, care a fost publicată timp de peste 40 de săptămâni de publicația aboliționistă The National Era, începând cu numărul din 5 iunie 1851.
Atât era de răspândită serializarea în literatura americană că autorii construiau de multe ori o structură pe episoade în procesul lor creativ. James, de exemplu, și-a împărțit adesea scrierile în mai multe segmente de lungime similară.:30 Consumul de ficțiune în acea vreme era diferit de cel din secolul al XX-lea. În loc de a fi citită într-un singur volum, un roman era citit adesea de către cititori în episoade pe o perioadă lungă de un an, cu autorii și editorii reacționând de multe ori la preferințele publicului.
În Franța, Alexandre Dumas și Eugène Sue au fost maeștrii romanului-foileton. Cei trei muschetari și Contele de Monte Cristo au apărut ambele sub formă de foileton. Contele de Monte Cristo a fost publicat în 139 de numere. Romanul-foileton Le Juif errant a determinat creșterea tirajului ziarului Le Constitutionnel de la 3.600 la 25.000 de exemplare. Serializarea a fost unul dintre principalele motive pentru care romanele din secolul al XIX-lea erau atât de lungi. Autorii și editorii continuau povestea dacă avea succes, deoarece autorii erau plătiți după numărul de ediții în care apărea și după numărul de rânduri. Romanul Madame Bovary al lui Gustave Flaubert a fost serializat în La Revue de Paris în 1856.
Unii scriitori au fost prolifici. Alexandre Dumas a scris într-un ritm incredibil, scriind adesea împreună cu partenerul său între doisprezece și paisprezece ore pe zi, lucrând în același timp la mai multe romane serializate în diferite publicații. Cu toate acestea, ritmul de scriere a foiletonului nu putea fi ținut de toți scriitorii. Wilkie Collins, de exemplu, nu era cu mai mult de o săptămână înaintea publicării. Diferența în ceea ce privește ritmul de scriere și rezultatul determina în mare parte succesul autorului, deoarece apetitul publicului crea cererea pentru alte episoade.
În țările vorbitoare de limbă germană, romanul serializat a fost larg popularizat de revista săptămânală de familie Die Gartenlaube, care a ajuns la un tiraj de 382.000 de exemplare în 1875. În Rusia, Mesagerul rus a serializat romanul Anna Karenina al lui Lev Tolstoi în perioada 1873-1877 și Frații Karamazov al lui Feodor Dostoievski în 1879-1880. În Polonia, Bolesław Prus a scris mai multe romane serializate: Avanpostul (1885-1886), Păpușa (1887-1889), Femeia nouă (1890-1893), și singurul său roman istoric, Faraonul (acesta din urmă, în mod excepțional, scris pe parcursul unui an în 1894-1895 și serializat doar după finalizarea sa, în 1895-1896).
În plus, au mai fost serializate și operele literare de la sfârșitul dinastiei Qing din China. The Nine-tailed Turtle a fost serializat din 1906 până în 1910. Bizarre Happenings Eyewitnessed over Two Decades a fost serializat în Xin Xiaoshuo (T: 新小說, S: 新小说, P: Xin Xiǎoshuō; W: Hsin Hsiao-shuo; „Ficțiunea nouă”), o revistă a lui Liang Qichao. Prima jumătate a Officialdom Unmasked a apărut sub formă de foileton în Shanghai Shijie Fanhua Bao, serializat acolo din aprilie 1903 până în iunie 1905.

## Sfârșitul secolului al XX-lea și începutul secolului al XXI-lea
Odată cu apariția și dezvoltarea radioului și televiziunii în prima jumătate a secolului al XX-lea, ficțiunea serializată în publicații tipărite a început un declin lent deoarece ziarele și revistele și-au deplasat accentul de la divertisment către știri și informații. Cu toate acestea, unele serializări de romane au continuat să fie realizate în periodice cu un oarecare succes.
Primele cărți din seria Tales of the City a lui Armistead Maupin au apărut din 1978 sub formă de foileton în ziarele din San Francisco. Romane serializate similare au fost publicate în ziare din alte orașe, cum a fost cazul romanelor The Serial (1976; Marin County), Tangles Lives (Boston), Bagtime (Chicago) și Federal Triangle (Washington, D.C.). Începând din 1984, romanul satiric The Bonfire of the Vanities al lui Tom Wolfe, despre New York-ul contemporan, a apărut în 27 de părți în revista Rolling Stone, fiind inspirat parțial de modelul lui Dickens. Revista i-a plătit 200.000 de dolari, dar Wolfe și-a revizuit masiv opera sa literară înainte de publicarea ei ca roman independent. Alexander McCall Smith, autor al seriei The No. 1 Ladies' Detective Agency, a experimentat foiletonul în 2004 odată cu publicarea romanului 44 Scotland Street în episoade zilnice în The Scotsman. Michael Charbon a serializat Gentlemen of the Road în New York Times Magazine în 2007.
Apariția World Wide Web i-a determinat pe unii autori să revizuiască formatul foileton. Stephen King a experimentat acest format cu romanul The Plant (2000), iar Michel Faber a permis ziarului The Guardian să serializeze romanul său The Crimson Petal and the White. În 2005, Orson Scott Card a serializat romanul său ieșit de la tipar Hot Sleep în primul număr al revistei sale on-line, InterGalactic Medicine Show. În 2008 McCall Smith a scris un roman online serializat intitulat Corduroy Mansions, cu o ediție audio citită de Andrew Sachs disponibilă în același ritm cu apariția zilnică. În 2011 autorul sub pseudonim Wildbow a publicat Worm, care rămâne unul dintre cele mai populare cărți publicate în foileton pe Internet din toate timpurile.
Mulți autori aspiranți au folosit, de asemenea, Internetul pentru a publica lucrări gratuite în format serializat în special pe situri web cum sunt LiveJournal, Fictionpress.com, fictionhub și Wattpad. Multe dintre aceste cărți au avut cititori la fel de mulți precum romanele de succes; unele au avut parte de același număr de cititori precum bestsellerurile de pe listele New York Times.
În plus, prevalența dispozitivelor mobile a făcut foiletonul un format chiar mai popular prin intermediul unor aplicații gen JukePop Serials pe sistemele iOS și Android care se concentrează în întregime pe promovarea și apariția periodică a romanelor serializate.